# John Kershaw
John Kershaw (* 12. September 1765 in Camden, Kershaw County, Province of South Carolina; † 4. August 1829 ebenda) war ein US-amerikanischer Politiker. Zwischen 1813 und 1815 vertrat er den Bundesstaat South Carolina im US-Repräsentantenhaus.

## Werdegang
John Kershaw war der Sohn eines der Mitbegründer der Stadt Camden. Er erhielt eine gute Schulausbildung und studierte unter anderem an der Universität Oxford in England. Nach einem Jurastudium und seiner Zulassung als Rechtsanwalt begann er in Camden in seinem neuen Beruf zu arbeiten. Dort betrieb er außerdem eine Plantage und eine Getreidemühle. Im Jahr 1789 fungierte er auch als Tabakinspekteur. 1790 war er Mitglied einer Versammlung zur Überarbeitung der Staatsverfassung von South Carolina; 1791 wurde er Bezirksrichter im Kershaw County.
Politisch wurde Kershaw Mitglied der Demokratisch-Republikanischen Partei von Thomas Jefferson. In den Jahren 1792 bis 1794 sowie nochmals von 1800 bis 1801 war er Abgeordneter im Repräsentantenhaus von South Carolina. Zwischen 1798 und 1822 amtierte er mehrfach als Bürgermeister von Camden. Kershaw war auch Hauptmann in einer Dragonereinheit der Staatsmiliz. 1812 wurde er im neugeschaffenen neunten Wahlbezirk von South Carolina in das US-Repräsentantenhaus in Washington, D.C. gewählt. Dort trat er am 4. März 1813 sein neues Mandat an. Da er bei den folgenden Wahlen im Jahr 1814 nicht bestätigt wurde, konnte er bis zum 3. März 1815 nur eine Legislaturperiode im Kongress absolvieren, die von den Ereignissen des Britisch-Amerikanischen Krieges geprägt war. Kershaw führte im Kongress den Vorsitz im Committee on Accounts.
Nach dem Ende seiner Zeit im Repräsentantenhaus widmete sich John Kershaw wieder seiner Plantage und seinen anderen privaten Geschäften. 1822 wurde er noch einmal zum Bürgermeister von Camden gewählt. Er starb am 4. August 1829 und wurde auf dem Familienfriedhof in Camden beigesetzt.